# Tatia creutzbergi
Tatia creutzbergi és una espècie de peix de la família dels auqueniptèrids i de l'ordre dels siluriformes.

## Morfologia
Els mascles poden assolir els 4,2 cm de llargària total.

## Hàbitat
Viu en àrees de clima tropical entre els 21-24 °C.

## Distribució geogràfica
Es troba a Sud-amèrica: riu Amazones al Perú, Colòmbia i el Brasil. També és present als rius del nord de Surinam.